# Dorina Garuci
Dorina Garuci, född den 29 januari 1993 i Shkodra i Albanien, är en albansk sångerska. Hon slutade två bakom Kejsi Tola i den albanska versionen av Idol med Ethet e së premtes mbrëma år 2008.

## Karriär
Direkt efter sitt deltagande i Ethet stod det klart att Garuci var en av deltagarna i Festivali i Këngës 46, Albaniens uttagning till Eurovision Song Contest 2009. Hon kom att delta med låten "Dita një jetë". I semifinalen av tävlingen, som hölls i december 2008, framförde hon dels låten solo och därefter tillsammans med Arbër Arapi och Marsida Saraçi. I finalen framförde Garuci sitt bidrag som nummer 10 av 20 deltagare. När juryn avlagt sina röster stod det klart att hon tilldelats 92 poäng, vilket räckte till att sluta 7:a i tävlingen som vanns av Kejsi Tola.
Året därpå ställde hon upp i Festivali i Këngës 48 med låten "Sekreti i dashurisë". Denna gången framfördes låten i duettrundan tillsammans med Dr. Flori. I finalen framförde hon sitt bidrag med startnummer 5, efter Rovena Dilo och före Anjeza Shahini. Hon fick av juryn 78 poäng vilket räckte till en 8:e plats av 20 medan Juliana Pasha vann på 133 poäng.
Efter Festivali i Këngës 48 ställde Garuci under våren därpå upp i Top Fest med låten "Ti". Hon vann dock inget pris i tävlingen.
För tredje året i rad ställde Garuci upp i Festivali i Këngës då hon i december 2010 deltog i Festivali i Këngës 49 med låten "Mirëmbrëma ëngjëlli im". Hon deltog i den första semifinalen, där hon var en av 8 som tog sig vidare till finalen. I finalen, som bestod av 18 deltagare, fick hon 34 poäng vilket räckte till att sluta sexa. Resultatet är än idag hennes hittills bästa i tävlingen.
Garuci har studerat i Österrikes huvudstad Wien.

## Diskografi

### Singlar
- 2008 – "Dita një jetë"
- 2009 – "Sekreti i dashurisë"
- 2010 – "Ti"
- 2010 – "Më ty pranë zemrës"
- 2010 – "Mirëmbrëma ëngjëlli im"
- 2011 – "Se biri yt un jam"

### Fotnoter
1. ↑  Brey, Marco (22 december 2008). ”Kejsi Tola to represent Albania in Moscow!” (på engelska). EBU. http://www.eurovision.tv/page/news?id=1647&_t=kejsi_tola_to_represent_albania_in_moscow.
2. ↑  Brey, Marco (27 december 2009). ”Juliana Pasha to represent Albania in Oslo!” (på engelska). EBU. http://www.eurovision.tv/page/news?id=7833&_t=juliana_pasha_to_represent_albania_in_oslo.
3. ↑  Fowell, Ian (12 november 2010). ”Dorina Garuci aims to compete for Albania” (på engelska). Eurovisionary. http://www.eurovisionary.com/eurovision-news/dorina-garuci-aims-compete-albania.
4. ↑  ”Dorina Garuci Biografia” (på albanska). Teksteshqip. http://www.teksteshqip.com/dorina-garuci/biografia.